# Čtyři Dvory (Prosetín)
Čtyři Dvory (německy Vierhöfen) je vesnice, část obce Prosetín v okrese Žďár nad Sázavou. Nachází se asi 1 km na severozápad od Prosetína. V roce 2009 zde bylo evidováno 53 adres. V roce 2001 zde trvale žilo 121 obyvatel.
Čtyři Dvory je také název katastrálního území o rozloze 3,93 km2.

## Historie
První písemná zmínka o obci pochází z roku 1482.